# Міністерство оборони США

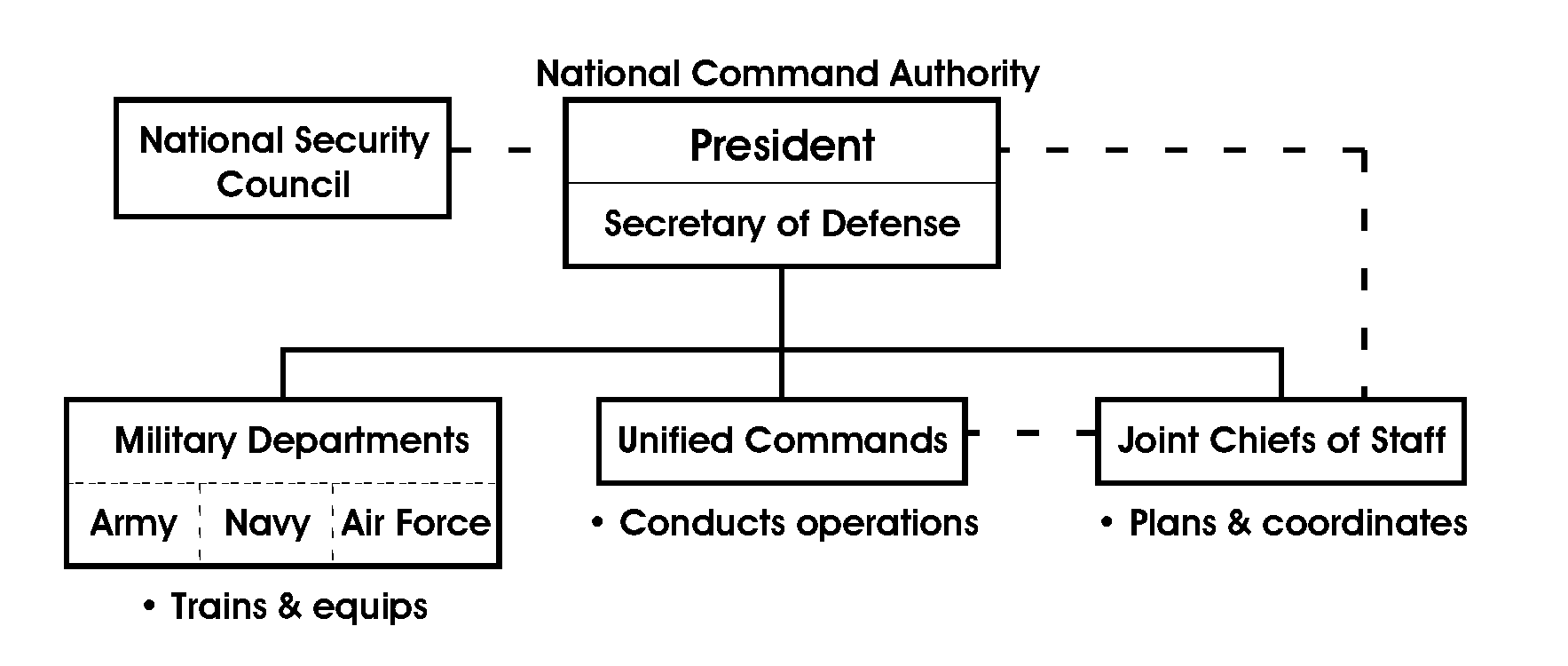
Структура керівництва національної обороною США

Зони відповідальності Об'єднаних Командувань збройних сил США

Міністе́рство оборо́ни США (англ. United States Department of Defense — DOD та інколи називають Департамент оборони англ. Defense Department) — федеральний виконавчий департамент (міністерство) в уряді США, що керує, відповідно до 10-го розділу Кодексу США, координацією і управлінням усіма відомствами та функціями уряду США у військовій області та питаннях національної безпеки. Базується в Пентагоні, штат Вірджинія. Очолює міністерство міністр оборони. З 25 січня 2025 року Президентом США Дональдом Трампом міністром оборони США був призначений Піт Гегсет .

## Загальна структура
Основним місцем розміщення міністерства оборони США є Пентагон — комплекс будівель у безпосередній близькості від округу Колумбія і три основні міністерства (департаменту) — міністерство армії, міністерство військово-морських сил (Department of the Navy) та міністерство Повітряних сил (Department of the Air Force).
Серед численних агентств, відомств, управлінь (служб) підлеглих безпосередньо міністерству оборони:
- Агентство протиракетної оборони (Missile Defense Agency);
- Агентство передових оборонних дослідницьких проєктів (Defense Advanced Research Projects Agency (DARPA);
- Служба безпеки Пентагону (Pentagon Force Protection Agency) (PFPA);
- Розвідувальне управління міністерства оборони США (Defense Intelligence Agency) (DIA);
- Національне агентство геопросторової розвідки (National Geospatial-Intelligence Agency (NGA);
- Агентство національної безпеки (National Security Agency) (NSA);
- Управління з дослідження аномалій аномальних явищ (UAP) у повітряному, морському, космічному та наземному просторах (AARO)[8].

Міністерство також має в своєму відомстві декількома об'єднаних військових навчальних закладів, у тому числі Національний воєнний коледж.

## Історія
Протягом 1945 року, виходячи з досвіду Другої світової війни керівництвом Армії, військово-морських сил та Об'єднаним комітетом Начальників Штабів були запропоновані спеціальні плани по організації колегіального органу управління збройними силами — міністерства оборони країни. У спеціальному посланні Конгресу 19 грудня 1945, Президент США Гаррі Трумен запропонував створення об'єднаного Міністерства Національної Оборони. Пропозиція вперше була розглянута Конгресом в квітні 1946, але до липня 1946 вона не мала серйозних успіхів, через те, що існувала протидія з боку комітету з військово-морських справ, який був категорично проти зосередження усієй повноти влади над військовими в руках одного керівного органу управління. Трумен надіслав ще одне послання з новим законопроєктом у лютому 1947, і після довгих дебатів та внесення певних поправок урешті-решт Конгрес затвердив закон про створення міністерства оборони США.
26 липня 1947 року Гаррі Трумен підписує «Закон про національну безпеку 1947», в якому наказує національному військовому відомству (National Military Establishment) приступити до роботи 18 вересня 1947 року, а на день пізніше першим міністром оборони США  — секретарем оборони призначається колишній міністр військово-морських сил Джеймс Форрестол. Нове відомство замінило військовий департамент, якій існував з 1789, та об'єдналося з міністерством військово-морських сил (засновано в 1798; формально з 1780, з моменту створення Адміралтейської комісії).
Міністерство Повітряних сил створюється тоді ж, 1947 року. Американські Повітряні сили до цього належали до військового міністерства.
Але незабаром, через те, що відомство мало украй неприємну абревіатуру (National Military Establishment — NME — схоже по вимові із словом «Enemy» — ворог), його вирішили перейменувати. 10 серпня 1949 року національне військове відомство перейменували на міністерство оборони, і міністр додатково отримував владу над військовими відомствами армії, військово-морських і військово-повітряних сил. Корпус морської піхоти США залишався, як окремий вид Збройних сил у складі міністерства військово-морських сил та Берегова охорона США залишалася у відомстві міністерства фінансів США (з 2001 — у складі міністерства національної безпеки), у готовності на випадок війни перепідпорядкуватися міністерству ВМС (як це було під час обох світових воєн).
Перед створенням міністерства оборони Збройні сили США були поділені проміж різними відомствами й в країни не існувало єдиного органу управління.

## Організаційна структура

### Загальні дані
Міністерство здійснює керівництво армією, військово-морськими силами, повітряними силами та корпусом Морської піхоти, а також небойовими відомствами, такими як Агентство національної безпеки та Розвідувальне управління міністерства оборони США.
Бюджет міністерства оборони становить приблизно 439 мільярдів доларів (приблизно $1,600 на людину) станом на 2007, це не включаючи додаткових десятків мільярдів доларів, що виділяються Конгресом з року в рік на додаткові програми, які стосуються оборони, наприклад ведення війни в Іраку. Це також не включає витрати уряду на міністерство енергетики в області досліджень ядерної зброї, які фінансуються окремими статтями.
Структура міністерства оборони визначена в законі Голдуотера-Никольса від 1986 року. У цьому законі розписаний порядок управління вищих чинів Збройних сил США.
Верховним головнокомандувачем Збройними силами США є президент США, потім слідує міністр оборони, потім регіональні командири (один або декілька) які командують військами в увірених їм Об'єднаних регіональних Командуваннях.

## Структура
Міністр оборони США
- Заступник міністра оборони США
  - Офіс міністра оборони США (Office of the Secretary of Defense)
    - Консультативний комітет з питань оборонної політики США (Defense Policy Board Advisory Committee)
    - Управління загальних мережевих оцінок США (Office of Net Assessment)
    - Служба безпеки Пентагону (Pentagon Force Protection Agency)
    - Офіс генерального консула МО США (Office of General Counsel)
      - Юридичне агентство міністерства оборони США (Defense Legal Services Agency)

    - Служба генерального інспектора США (Office of Inspector General)
      - Служба кримінальних досліджень МО США (Defense Criminal Investigative Service)

  - Заступник міністра оборони США з питань розвідки (Under Secretary of Defense for Intelligence)
    - Розвідувальне управління міністерства оборони США (Defense Intelligence Agency)
    - Служба безпеки міністерства оборони США (Defense Security Service)
    - Служба контррозвідки міністерства оборони США (Counterintelligence Field Activity)
    - Національне агентство геопросторової розвідки (National Geospatial-Intelligence Agency)
    - Національний офіс рекогностування (National Reconnaissance Office)
    - Агентство національної безпеки (National Security Agency)

  - Заступник міністра оборони США з політики (Under Secretary of Defense for Policy)
    - Управління воєнного співробітництва міністерства оборони США (Defense Security Cooperation Agency)
    - Управління міністерства оборони США зі справ військовополонених /зниклих безвісти (Defense Prisoner of War/Missing Personnel Office)

  - Заступник міністра оборони США з постачань, технологій та логістики (Under Secretary of Defense for Acquisition, Technology and Logistics)
    - Оборонний центр технічної інформації (Defense Technical Information Center)
    - Агентство передових оборонних дослідницьких проєктів (Defense Advanced Research Projects Agency)
    - Агентство протиракетної оборони (Missile Defense Agency)
    - Агентство з управління контрактами міністерства оборони США (Defense Contract Management Agency)
    - Управління логістики міністерства оборони США (Defense Logistics Agency)
    - Агентство зі скорочення військової загрози міністерства оборони США (Defense Threat Reduction Agency)
    - Служба економічного врегулювання США (Office of Economic Adjustment)
    - Університет логістики міністерства оборони США (Defense Acquisition University)
    - Агентство фінансової модернізації МО США (Business Transformation Agency)
    - Директорат розвитку та оцінки ведення операцій Збройними силами США) (Director, Operational Test and Evaluation (DOT&E))

  - Заступник міністра оборони США з особового складу та підготовки (Under Secretary of Defense for Personnel and Readiness)
    - Агентство торгівлі міністерства оборони США (Defense Commissary Agency)
    - Агентство управління трудовими ресурсами США (Department of Defense Human Resources Activity)
    - Департамент освіти міністерства оборони США (Department of Defense Education Activity)
    - Департамент загальноосвітніх шкіл для дітей військовослужбовців США (Department of Defense Dependents Schools)
    - Університет охорони здоров'я військовослужбовців США (Uniformed Services University of the Health Sciences)
    - Інститут контролю дискримінації військовослужбовців США (Defense Equal Opportunity Management Institute)
    - Офіс ректорату освіти та професійної підготовки військовослужбовців США (Office of the Chancellor for Education and Professional Development)

  - Заступник міністра оборони США з фінансового контролю (Under Secretary of Defense Comptroller)
    - Агентство контрактного аудиту міністерства оборони США (Defense Contract Audit Agency)
    - Служба фінансів та бухгалтерії міністерства оборони США (Defense Finance and Accounting Service)

  - Директор програмного аналізу та оцінки (Director, Program Analysis and Evaluation)
  - Помічник міністра оборони США з мережевої та інформаційної інтеграції (Assistant Secretary of Defense for Networks & Information Integration)
    - Управління інформаційного забезпечення міністерства оборони США (Defense Information Systems Agency)

  - Помічник міністра оборони США по зв'язках з громадськістю (Assistant Secretary of Defense for Public Affairs)
    - Заступник помічника міністра оборони США по зв'язках (Deputy Assistant Secretary of Defense, Internal Communications)

  - Адміністративна служба штаб-квартири Вашингтона (Washington Headquarters Services)
  - Офіс помічника міністра оборони США з охорони здоров'я (Office of the Assistant Secretary of Defense for Health Affairs)
    - Департамент охорони здоров'я міністерства оборони США (U.S. Department of Defense Military Health System)
      - Агентство з страхування військовослужбовців США (Tricare Management Activity)
- Військові міністерства США (Military Departments)
  - Міністр армії США (United States Secretary of the Army)
    - Міністерство армії США (Department of the Army)
    - Корпус інженерів армії США (United States Army Corps of Engineers)

  - Міністр військово-морських сил США (United States Secretary of the Navy)
    - Міністерство військово-морських сил США (Department of the Navy)

  - Міністр Повітряних сил США (United States Secretary of the Air Force)
    - Міністерство Повітряних сил США (Department of the Air Force)
- Об'єднаний комітет начальників штабів США (Joint Chiefs of Staff)
- Об'єднані Командування Збройних сил США (Unified Combatant Commands)
  - Африканське Командування Збройних сил США (United States Africa Command (USAFRICOM);
  - Європейське Командування Збройних сил США (United States European Command (USEUCOM);
  - Південне Командування Збройних сил США (United States Southern Command (USSOUTHCOM);
  - Північне Командування Збройних сил США (United States Northern Command (USNORTHCOM);
  - Тихоокеанське Командування Збройних сил США (United States Pacific Command (USPACOM);
  - Центральне Командування Збройних сил США (United States Central Command (USCENTCOM).
  - Командування спеціальних операцій США (United States Special Operations Command — USSOCOM)
  - Стратегічне командування США (United States Strategic Command — USSTRATCOM)
  - Транспортне Командування Збройних сил США (United States Transportation Command — USTRANSCOM)
  - Міжвидове Командування Збройних сил США (United States Joint Forces Command (USJFCOM)

## Відео
- DoD YouTube channel